# Винтон (Калифорнија)
Винтон (енгл. Winton) насељено је место без административног статуса у америчкој савезној држави Калифорнија.

## Демографија
По попису из 2010. године број становника је 10.613, што је 1.781 (20,2%) становника више него 2000. године.
| Група             | 2000.         | 2010.         |
| Белци             | 2.423 (27,4%) | 2.028 (19,1%) |
| Афроамериканци    | 206 (2,3%)    | 175 (1,6%)    |
| Азијати           | 473 (5,4%)    | 701 (6,6%)    |
| Хиспаноамериканци | 5.493 (62,2%) | 7.566 (71,3%) |
| Укупно            | 8.832         | 10.613        |